# Chronologie de l'univers des Watchmen
 (mars 2014).
Si vous disposez d'ouvrages ou d'articles de référence ou si vous connaissez des sites web de qualité traitant du thème abordé ici, merci de compléter l'article en donnant les références utiles à sa vérifiabilité et en les liant à la section « Notes et références ».
L'histoire des Watchmen étant intimement liée au contexte politique des États-Unis, certains évènements importants sont rappelés. Cependant, l'univers décrit ici est une uchronie, et diffère quelque peu de notre réalité historique, notamment à partir de l'apparition du Dr Manhattan.
L'intervention de celui-ci lors de la Guerre du Viêt Nam, permet aux États-Unis de gagner la guerre sous le mandat de Richard Nixon, qui devient alors héros aux yeux de la population, d'autant que le scandale du Watergate a été évité par l'action du Comédien. Par la suite, Nixon abroge le 22e amendement interdisant au Président des États-Unis de briguer un troisième mandat et se fait donc réélire jusqu'en 1985.

## Chronologie
- 1916 : Naissance de Hollis Mason, premier Hibou.
- 1924 : Naissance d’Edward Blake, alias le Comédien.
- 1929 : Naissance de Jon Osterman, alias Dr Manhattan.
- 1938 : Hollis Mason est diplômé de l’École de Police.
- Octobre 1938 : Apparition du Juge Masqué, premier héros masqué à combattre le crime.
- Début 1939 : Apparitions successives du Hibou, de la Silhouette, de l’Homme-Insecte et du Comédien.
- 1939 : Naissance d’Adrian Veidt, alias Ozymandias.
- Fin 1939 : Création des Minutemen avec le Juge Masqué, Captain Metropolis, le Spectre Soyeux, Dollar Bill, l’Homme-Insecte, la Silhouette, le Comédien et le Hibou.
- 1940-1949 : Naissance de William Myerson, alias Rorschach ( le troisième ).
- 21 mars 1940 : Naissance de Walter Kovacs, alias Rorschach.
- 1941 : Le Comédien troque son costume jaune pour une armure en cuir.
- 1946 : Mort de la Silhouette, six semaines après son exclusion des Minutemen. Mort de Dollar Bill.
- 1947 : Sally Jupiter épouse Laurence Schexnayder et quitte les Minutemen.
- 1948 : Jon Osterman entre à l’université de Princeton.
- 1949 : Naissance de Laurie Juspeczik, second Spectre Soyeux.
- 1950 : Dissolution des Minutemen.
- 1951 : Un amendement est voté, interdisant au Président des États-Unis d’effectuer plus de deux mandats consécutifs.
- 1954 : Les États-Unis interviennent dans le conflit au Viêt Nam.
- 1956 : Divorce de Sally Jupiter. Mort des parents d’Adrian Veidt.
- 1958 : Jon Osterman obtient son doctorat en physique nucléaire.
- Fin 1958 : Apparition d’Ozymandias.
- 12 mai 1959 : Jon Osterman rencontre Janey Slater, son premier amour.
- Juillet 1959 : Jon Osterman et Janey Slater passent un séjour au New Jersey, c’est là qu’ils vont à la fête foraine et qu’est prise la seule photo du Dr Osterman avant son accident. Ils font l’amour pour la première fois.
- Août 1959 : à la suite d'un accident qui fera de lui le Dr Manhattan, Jon Osterman est désintégré.
- 10 novembre 1959 : Apparition d’un système circulatoire dans la cuisine du complexe Gila Flats.
- 14 novembre : Un squelette sommairement musclé apparaît à l’extérieur de la barrière et hurle pendant trente secondes.
- 22 novembre 1959 : Apparition du Dr Manhattan.
- Mars 1960 : L’existence du Dr Manhattan est rendue publique.
- Juin 1960 : Gala de charité donné par la Croix-Rouge au profit des sinistrés de la famine en Inde durant lequel le premier Hibou rencontre le Dr Manhattan et Ozymandias
- 20 janvier 1961 : Élection de John Fitzgerald Kennedy à la présidence des États-Unis.
- Septembre 1961 : Rencontre entre le Président Kennedy et le Dr Manhattan.
- Mai 1962 : Départ à la retraite du Hibou.
- 22 novembre 1963 : Assassinat du Président Kennedy par le Comédien.
- 1966 : Réunion en vue d’une tentative de création des « Vigilants ». Sont présents : Captain Metropolis, le Comédien, le second Hibou, Rorschach, Ozymandias, le second Spectre Soyeux, le Dr Manhattan et Janey Slater. Dispute entre ces deux derniers. Ils se séparent.
- 1969 : Election de Richard Nixon à la présidence des États-Unis.
- Mars 1971 : Le Dr Manhattan est envoyé au Viêt Nam rejoindre le Comédien afin de régler le conflit.
- Juin 1971 : Fin de la guerre du Viêt Nam. Les États-Unis sont vainqueurs. Le Comédien se fait balafrer, par la suite il portera un masque sur le visage.
- 1975 : Départ à la retraite d’Ozymandias. Un nouvel amendement est voté permettant au Président des États-Unis d’être élu pour trois mandats successifs.
- 3 août 1977 : La loi Keene est votée. Le Comédien et le Dr Manhattan, travaillant pour le Gouvernement, n’ont pas à révéler leur identité. Le second Spectre Soyeux et le second Hibou cessent leurs activités. Seul Rorschach continue d’agir, bravant la loi.
- 1981 : Laurie Juspekczik et le Dr Manhattan s’installent au centre de recherche militaire Rockefeller.
- 11 octobre 1985 : Mort du Comédien.
- 31 octobre 1985 : Mort de Hollis Mason, premier Hibou. Libération de Walter Kovacs de prison.
- 2 novembre 1985 : Mort de Rorschach.
- 2 novembre 1985, minuit : Chute du calamar géant créé par Ozymandias sur New-York.
- 1991 : Naissance de Laura Cummings
- 2020 : Tentative d'assassinat de Turley par le troisième Rorschach et Laura Cummings. Mort de William Myerson et de Laura Cummings.